# Klavierkonzert (Schumann)
Das Klavierkonzert a-Moll op. 54 ist ein romantisches Solokonzert für Klavier und Orchester von Robert Schumann. Er vollendete das Konzert 1845 und ließ es im Dezember des Jahres erstmals aufführen. Das Konzert, welches während der Hochromantik entstand, trägt viele Eigenschaften der romantischen Epoche. Ebenso wie einige andere Klavierkonzerte des 19. Jahrhunderts hat das a-Moll-Konzert einen sinfonischen Charakter (Verschmelzungsprinzip). Da das Werk zunächst als Phantasie konzipiert war, steht das gesamte Konzert unter romantisch-phantastischen Eindrücken. Schumann benötigte für die verzögerte Fertigstellung über fünf Jahre. Auf dem Titelblatt des Autographs weist Schumann auf die unterschiedlichen Entstehungszeiten der Sätze hin.

## Entstehung

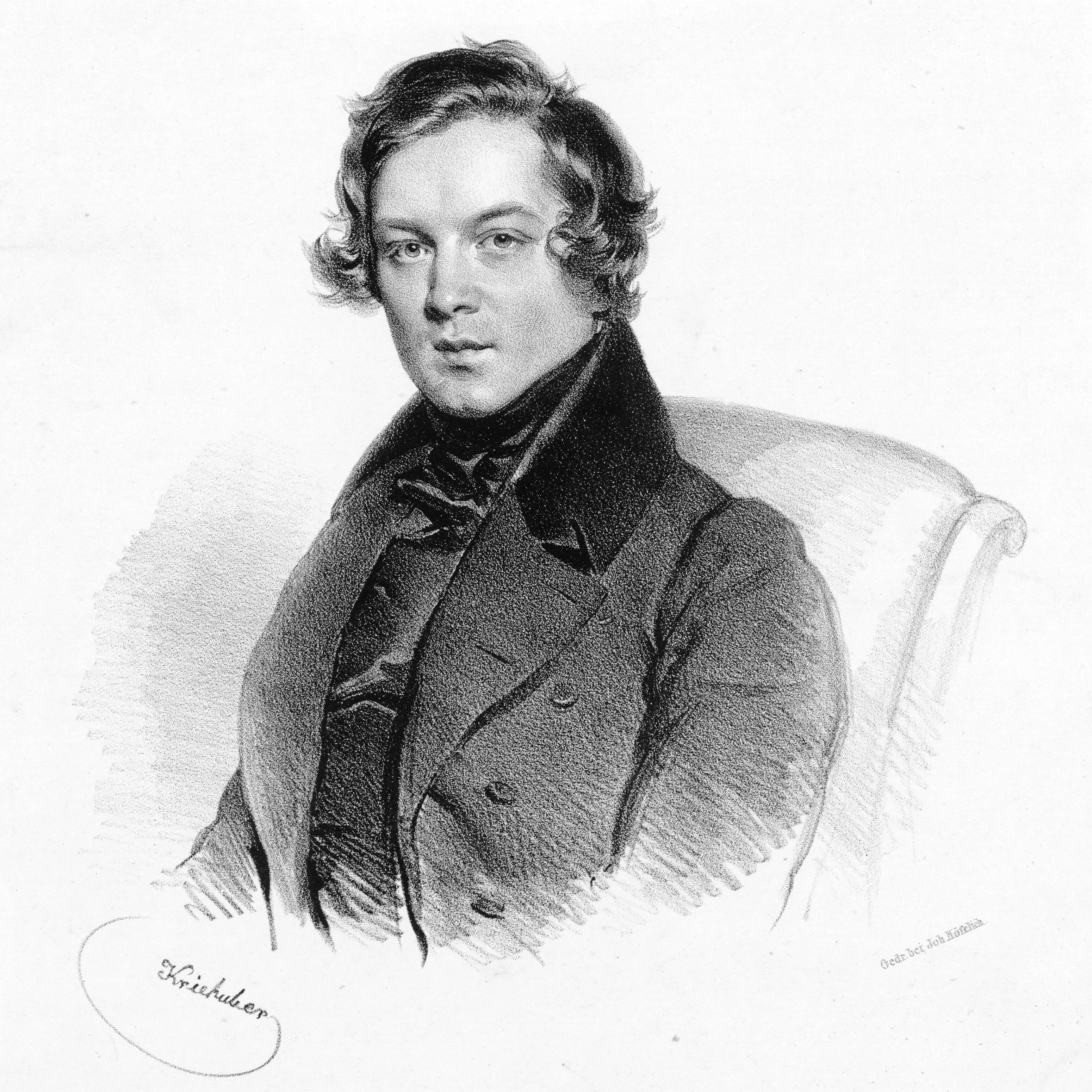
Robert Schumann 1839

Schumann hatte zuvor bereits einige Kompositionsversuche von Klavierkonzerten unternommen. 1828 begann er ein Konzert in Es-Dur und von 1829 bis 1831 arbeitete er an einem Konzert in F-Dur, aber keine dieser Arbeiten wurde vollendet. Bereits am 10. Januar des Jahres 1833 äußerte Schumann erstmals den Gedanken, ein Klavierkonzert in a-Moll zu schreiben. In einem Brief an seinen zukünftigen Schwiegervater Friedrich Wieck formulierte er: „Ich denke mir das Klavierkonzert müsse aus C-Dur oder a-Moll gehen.“ 1841 entstand schließlich vom 17. bis 20. Mai die Phantasie für Klavier und Orchester a-Moll. Schumann versuchte erfolglos dieses einsätzige Werk bei Verlegern anzubringen. Der mit Allegro affettuoso für Pianoforte mit Begleitung des Orchesters op. 48 bezeichnete Satz ließ sich alleinstehend bei keinem Verleger verkaufen. Im August 1841 sowie im Januar 1843 überarbeitete Schumann den Satz, blieb jedoch erfolglos. So entschloss er sich, das Werk zu einem Klavierkonzert zu vergrößern. 1845 fügte Schumann ein Intermezzo und ein Rondo hinzu und vollendete das Klavierkonzert.
Die Uraufführung des Kopfsatzes (Phantasie) erfolgte am 13. August 1841 im Leipziger Gewandhaus mit der Solistin Clara Schumann. Die vollständige 3-sätzige Fassung wurde in Dresden am 4. Dezember 1845 wiederum mit seiner Frau Clara Schumann am Klavier und dem Widmungsträger Ferdinand Hiller als Dirigent uraufgeführt. Das Konzert wurde anders als viele Klavierkonzerte der Romantik mit Begeisterung aufgenommen. Clara Schumann schrieb nach der Uraufführung: „... wie reich an Erfindung, wie interessant vom Anfang bis zum Ende ist es, wie frisch und welch ein schönes zusammenhängendes Ganzes!“

## Zur Musik

### Besetzung
Schumann wählt für sein Klavierkonzert a-Moll die übliche Besetzung für Konzerte der Frühromantik. Das Orchester besteht aus paarweise auftretenden Flöten, Oboen, Klarinetten, Fagotten, Hörnern und Trompeten. Hinzu kommen Pauken und ein Streichorchester von mittlerer, aber durchaus sinfonischer Größe. Die Aufführungsdauer des Konzertes beträgt je nach Interpretation etwa 30 bis 35 Minuten.

### 1. Satz: Allegro affettuoso
Der Hauptsatz des a-Moll Konzertes hat die Bezeichnung Allegro affettuoso, deren Ursprung in der einsätzigen Phantasie lag, übernommen. Der Satz steht im 4/4-Takt. Wie die meisten Werke Schumanns steht das Konzert auch unter dem Eindruck des Konfliktes zwischen dem stürmischen Florestan und dem träumerischen Eusebius.
Der monumentale Satz in a-Moll beginnt mit einem Dominantschlag des Orchesters. Auf diesen Expositionsakkord folgt eine abwärtsstürzende, rhythmisch prägnante und dem Ideal des Florestan entsprechende Akkordfolge des Soloklavieres. Erst nach diesen fulminanten einleitenden drei Takten erklingt, von den Holzbläsern vorgetragen, das dem Ideal des Eusebius entsprechende, träumerische Hauptthema (T. 4) in der Haupttonart a-moll. Diese Melodie wird von der ersten Oboe vorgetragen und beginnt mit den Tönen C – H – A – A, die für die italienische Schreibweise des Vornamens CHiArA von Robert Schumans Ehefrau Clara Schumann stehen, die die Solistin der Uraufführung des Klavierkonzertes gewesen ist; Schumann hat das Werk also für seine Frau als Klaviersolistin geschrieben.
Im Laufe des ersten Satzes variiert Schumann das lyrische Hauptthema auf mannigfaltige Art und Weise. Während das Soloinstrument sich dem Hauptgedanken des Konzertes widmet, beginnen die Streicher einen florestanischen, mit Synkopen versehenen Seitengedanken zu intonieren (Takt 26). In der Folge wird dieser Gedanke dominierend (T. 42–57), bis das Hauptthema leise drängend im animato durch die Klarinette intoniert in variierter Form wiederkehrt (T. 67) und fortgesponnen wird.
Es folgt ein mit Animato bezeichneter Seitensatz, in dem Schumann ein zweites, ebenso lyrisches Thema vorstellt, welches jedoch nicht den Rang, das heißt nicht die Ausdehnung und Verarbeitung des Hauptthemas erreicht (T. 112).
Mit einer impressiven Klage beginnt die Durchführung des Hauptsatzes (Takt 156) im neuem, langsameren Tempo; nun in As-Dur (einen Halbton tiefer als die Haupttonart), im Andante espressivo und 6/4-Takt. Das nunmehr metrisch veränderte Hauptthema wird von Klavierarpeggien umspielt, zu denen Streicher und Holzbläser den harmonischen Klanghintergrund geben. Plötzlich unterbrechen im Allegro (Ursprungstempo des Satzes) jedoch die Akkorde des Florestan-Themas der Einleitung den Frieden des Hauptthemas mit schnellen Wechseln dieser rhythmischen Einleitungsmotivik zwischen Soli und Tutti (T. 185). Das Momentum dieser Dramatik erlischt und mündet in einen weiteren lyrischen und ausgedehnten Durchführungsteil in G-Dur und in flüssigerem Tempo (Piú animato) ab Takt 205, in dem das Hauptthema weiter verarbeitet, d. h. variiert wird.
Mit weiteren Steigerungen und der Modulation zurück nach a-Moll wird die Reprise hervorgebracht (T. 259), welche die Exposition fast wörtlich und baugleich wiedergibt. Eine letzte, spannungsgeladene Steigerung mit accelerando (T. 389) bringt eine Solokadenz von monumentaler Größe und Virtuosität hervor (Takt 402). Sie ist zweifellos der Kulminationspunkt des Satzes.
In der Coda nach der Kadenz beherrscht ein pochender 2/4-Rhythmus das Geschehen, der eine Diminution des Hauptthemas ist und an Schumanns Davidsbündlertänze erinnert. Mit vier Tutti-Akkorden endet der erste Satz des Konzertes.

### 2. Satz: Intermezzo
Der zweite Satz in F-Dur, Vortragsbezeichnung Andantino grazioso, beginnt mit einer leisen, tonleiterartigen Melodie, in Abwechslungen dialogartig gespielt von Streichern und Klavier. Man kann sie im Kontext der Form dieses Satzes als erstes Thema bezeichnen, das unmittelbar fortgesponnen wird. Es folgt ein gesangvolles zweites Thema, intoniert durch die Celli (T. 29), zu dem das Klavier eine mit Sechzehntelfiguren des ersten Themas eher begleitende Funktion einnimmt. Die Reprise folgt mit dem Auftakt zu Takt 69, spart aber das zweite Thema aus. Stattdessen folgt als Coda eine kurze, verhaltene Wiederkehr des Motivkopfes des ersten Themas des ersten Satzes (T. 103), abwechselnd in Dur oder Moll, bevor durch eine schwungvolle Tonleiter der Streicher unmittelbar anschließend der dritte Satz beginnt.

### 3. Satz: Allegro vivace
Das vollständige Thema dieses Satzes, nun in A-Dur, beginnt nach einer 8-taktigen Einleitung in Takt 117. Insgesamt zeichnet sich der Satz durch variantenreiches und farbvolles Klavierspiel aus, in denen Achtelfigurationen, insbesondere in der linken Hand vorwiegen. Das synkopische Seitenthema (T. 188) ist geschickt rhythmisch verschoben: es erklingt innerhalb des 3/4-Taktes als 2/4-Takt und bietet in verarbeitender Form Möglichkeiten der Fortspinnung zum einen als Verschmelzung mit dem Hauptthema des Finales (T. 236) und zum anderen als fragmentarische, kommentarartige Einwürfe des Streichorchesters (T. 254). Ein weiteres, aufschwungartiges Thema, das als drittes Thema bezeichnet werden könnte, weil es auch in der Reprise erklingt (T. 835), erscheint nach einem Tonartwechsel in der Mitte des Satzes ab Takt 391; es ersetzt mithin einen ausführlichen Durchführungsteil, der nur durch ein kurzes Fugato der Streicher ab Takt 367 angedeutet wird. Das Auffallende dieses dritten Themas ist der ebenfalls lyrische Charakter, der sich jedoch mit seinen wesentlich größeren Intervallabständen als die anderen, eher tonleiterbezogenen Themen des Werkes als eine emphatische Melodie darstellt. Die ausgehnte Reprise erklingt bezeichnenderweise nicht in der Grundtonart, sondern in der Subdominante D-Dur (T. 497). Ein neuer Formteil wird ab Takt 771 eingeführt (Wiederholung in T. 859), in dem ein Quint-Seufzer der ersten Geigen die Figurationen des Klaviers begleiten, der auch im letzten Satz von Schumanns Cellokonzert erklingt und bekanntlich den Ruf „Clara“ wiedergeben soll. Mit Takt 883 erklingt verhalten das erste Thema des Satzes wieder auf und führt über mehrere dynamische Unterschiede und Kontraste in coda-artiger Form dem Ende zu. Der Finalsatz besticht im Solopart durch viele Achtelnoten-Figurationen und kraftvolle Bassläufe und endet dramatisch über einem Paukenwirbel.

## Intention
Trotz seiner Dreisätzigkeit hat das Werk den Charakter einer Phantasie behalten. Die Grundgedanken des Werkes sind Sehnsucht und das Glück zweier sich liebender Menschen. Schumann setzt in diesem Werk seinen Kampf um Clara Wieck musikalisch um. Das Hauptthema des ersten Satzes ähnelt der Melodie der Florestan-Arie aus Beethovens Oper Fidelio. Kongruent zu Beethoven, steht dieses Thema auch bei Schumann für Gattentreue und Freiheitskampf. Ein besonderes Anliegen ist Schumann in all seinen Werken auch der Kampf gegen das Philistertum. Auch in seinem a-Moll Konzert wird der Kampf gegen philisterhafte Eigenschaften musikalisch ausgefochten.
Auffallend ist, dass die Faktur der musikalischen Themen vorwiegend lyrisch, also gesanglich angelegt ist. Rhythmisch treibendes Momentum ist, außer in der Einleitung des ersten Satzes, eher in verhaltener Form gegeben; so im ganztaktigen Schwung des Finalthemas und im tänzerischen und rhythmisch die Grundtaktart kontakarierenden Charakter des Seitensatzes des Finales. Somit schafft es Schumann, durch wenig thematische Kontraste ein Werk zu schaffen, das dennoch durch seine Unterschiedlichkeiten innerhalb der einzelnen, vorwiegend lyrischen, gesangartigen Themen und durch die Virtuosität des Klaviers bestechend bleibt und damit zu einem Standardwerk des Klavierkonzertrepertoires geworden ist.

## Rezeption
Die zeitgenössische Rezeption des Werkes war durchweg positiv. Besonders hervorgehoben wurde die gekonnte, farbenreiche und selbständige Orchesterbehandlung, welche Klavier und Orchester gleichermaßen Raum lasse. So lobte die Leipziger Allgemeine Musikzeitung die Komposition am 31. Dezember:
„weil sie die gewöhnliche Monotonie der Gattung glücklich vermeidet und der vollständig obligaten, mit großer Liebe und Sorgfalt gearbeiteten Orchesterpartie, ohne den Eindruck der Pianoleistung zu beeinträchtigen, ihr volles Recht widerfahren läßt und beiden Theilen ihre Selbstständigkeit in schöner Verbindung zu wahren weiss.“
Die Dresdner Abendzeitung lobte die „durchaus selbstständige, schön und interessant geführte Orchesterbehandlung“, und anerkennt, dass das starke „Zurücktreten der Klavierpartie in den Hintergrund“ durchaus auch als Fortschritt gesehen werden könne.